# Ручне запилення

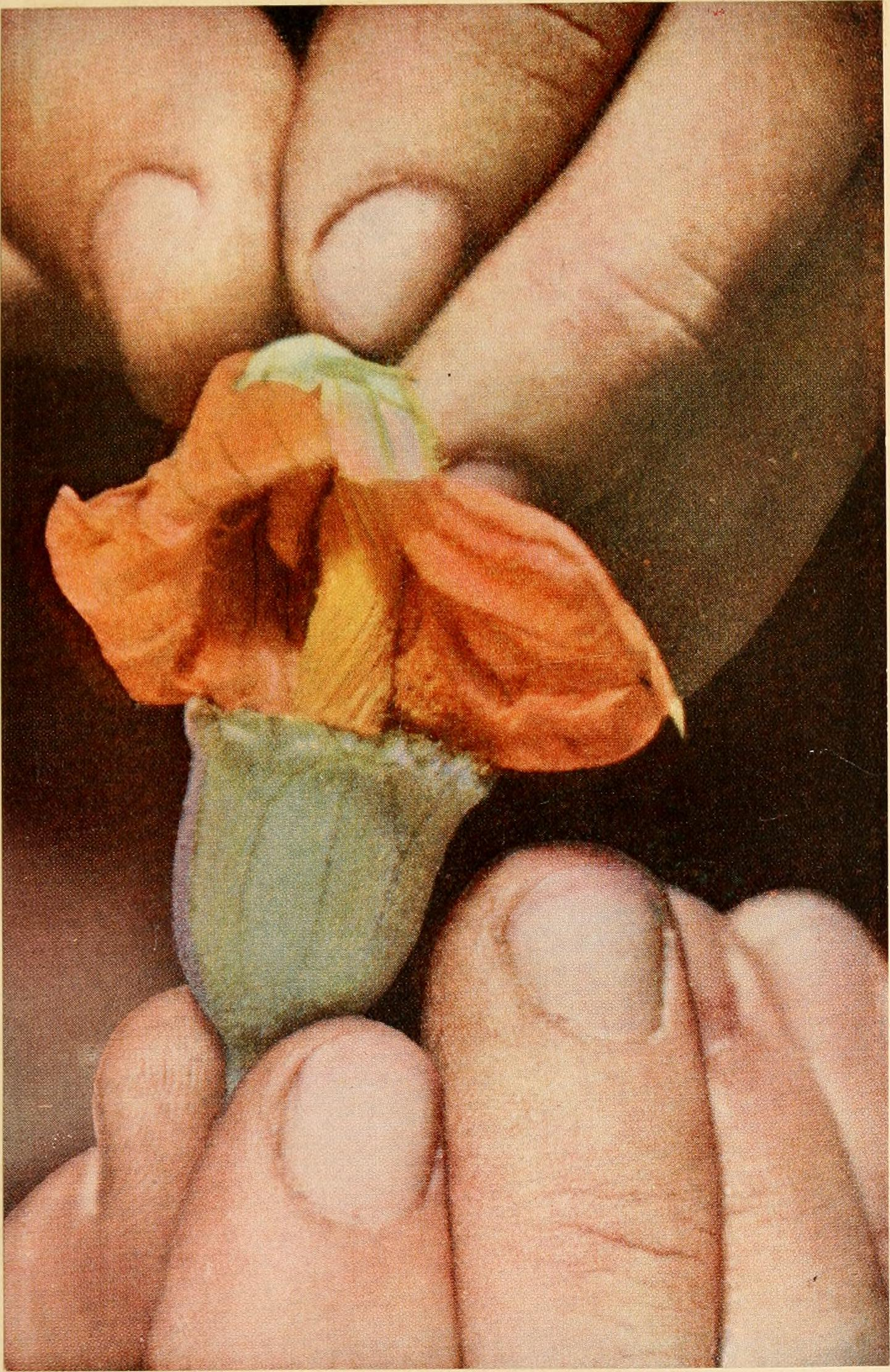
Ручне запилення двох квіток кабачка

Ручне запилення, також відоме як механічне запилення — техніка, яка може бути використана для запилення рослин, коли природне або відкрите запилення або небажане, або недостатнє.

## Метод

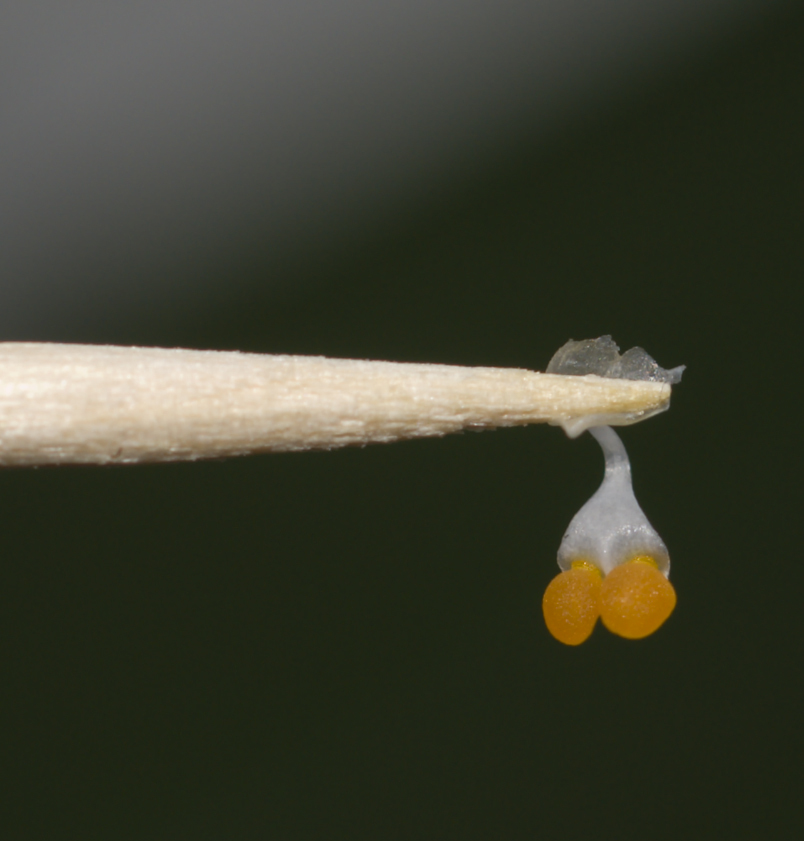
Phalaenopsis pollinia (помаранчевий), прикріплений до зубочистки липким вісцидієм

Цей метод запилення здійснюється шляхом ручного перенесення пилку з тичинки однієї рослини на маточку іншої. Часто це робиться за допомогою ватного тампона або маленького пензлика, але це також можна зробити, видаливши пелюстки з чоловічої квітки та притиснувши її до гінецею жіночих квіток, або у випадку двостатевих квітів, таких як помідори, — просто потрусивши квіти.

## Причини
Поширеними причинами вибору цього методу є відсутність запилювачів, контроль за перехресним запиленням між сортами, вирощеними разом та створення специфічних гібридів.
Наприклад, ручне запилення використовується для ванілі, коли вона вирощується на територіях, де немає її природного запилювача. Також ручне запилення часто використовується для рослини, які вирощують у теплицях, у міських районах або вирощують з укриттям для боротьби зі шкідниками, в результаті чого природні запилювачі не можуть потрапити до рослин. Однією з причин використання ручного запліднення також може бути зменшення кількості запилювачів або потреба зберегти монокультуру.
Однак це не єдині причини, і для багатьох спеціалізованих культур використовують різноманітні методи ручного запилення. Наприклад, ручне запилення використовується для фінікових пальм, щоб уникнути потреби у вирощуванні великої кількості чоловічих рослин необхідних для адекватного природного запилення. Через рівень зайнятості, запилення вручну це лише один із варіантів, який у невеликих масштабах використовують переважно садівники невеличких господарств та власники окремих рослин. На великих обсягах при вирощуванні польових культур, у садах чи для комерційного виробництва насіння, бджоли або інші запилювачі є більш ефективним підходом до управління запиленням.
Попри це, запилення руками є досить поширеною практикою. Груші, вирощені у повіті Ханьюань, КНР, запилюються вручну з 1980-х років, оскільки їх не можна запилювати іншими сортами, що мають різний час цвітіння; також зараження попелицями потребує використання великої кількості інсектицидів, що змушує місцевих бджолярів відмовлятися від позики вуликів.